# 磐田文庫
磐田文庫（いわたぶんこ）は、元治元年（1864年）に遠江国見附（現・静岡県磐田市見付）に設立された文庫（私設図書館）。磐田文庫は隣接する旧見付学校とともに、「旧見付学校附磐田文庫」として国の史跡に指定されている。

## 歴史

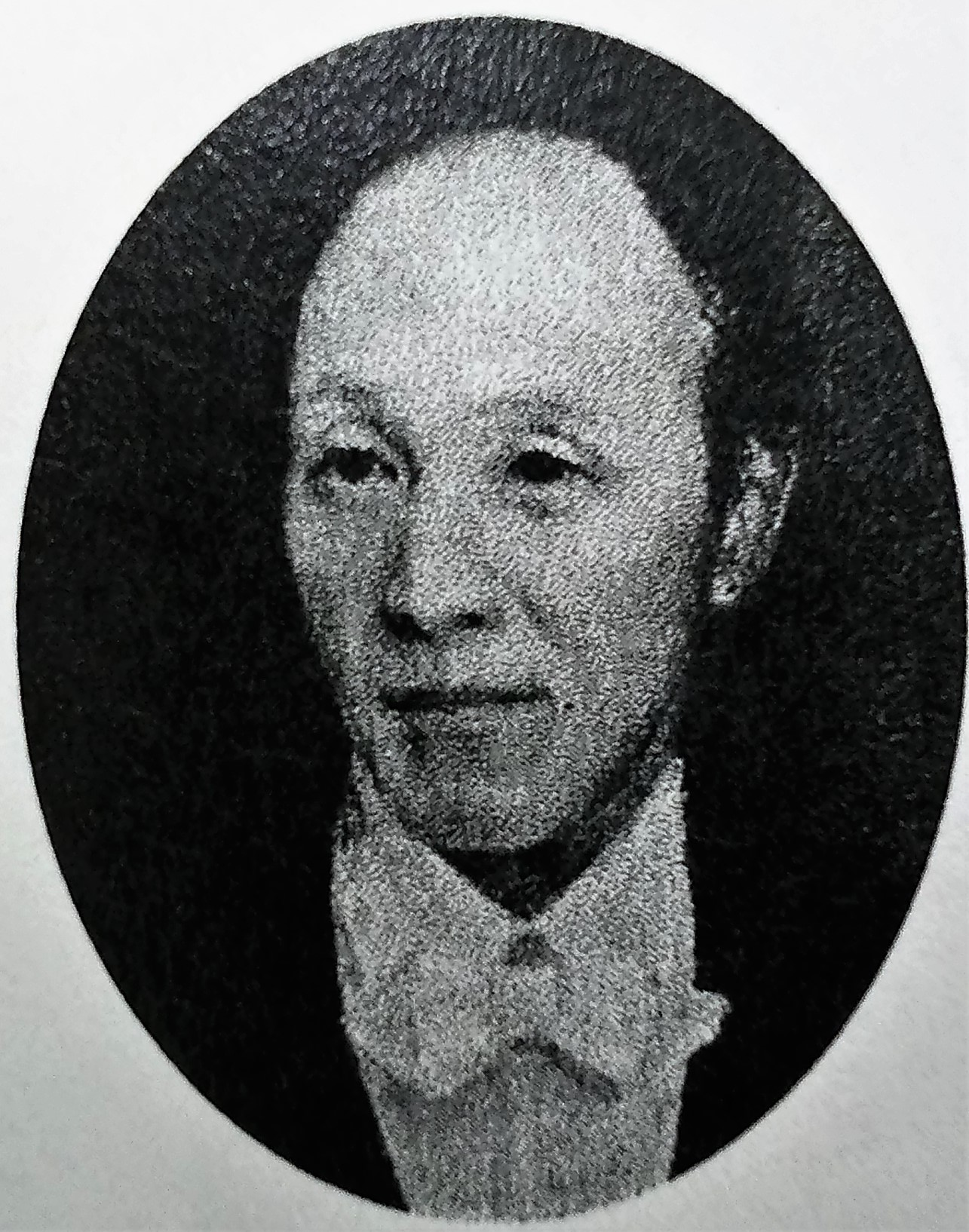
磐田文庫の創設者である大久保忠尚

見附は遠江国の国府が置かれた場所であり、近世には見附宿が東海道の宿場町として発展した。寺子屋で初等教育が行われ、中にはより高度な教育を行う私塾に進学する者もいた。この地域の代表的な私塾としては、国学者であり淡海國玉神社の神官を務めていた大久保忠尚による私塾が挙げられる。
この頃の遠江国や三河国では賀茂真淵に代表されるように国学が盛んであり、大久保は吉田の羽田野敬雄、一宮の小国重友、参野の桑原真清などと交友した。国学者が私塾以外に文庫（図書館）を設立することも流行しており、伊勢国松坂の本居宣長は射和文庫を、羽田野は羽田八幡宮文庫を設立していた。大久保は本居や羽田野にならい、元治元年（1864年）淡海國玉神社境内に磐田文庫を設立した。大久保は自ら100両の資金を供出し、さらに融資から100両の資金を募って和漢書を収集した。
梁間は2間1尺（3.9m）、桁行は3間1尺（5.7m）の校倉造の建物である。神学書、日本古典、儒教経典、歴史書など、5,000冊以上の和漢書を所蔵しており、大久保の門人たちが研究や閲覧に利用した。1876年（明治9年）4月には磐田文庫の『資治通鑑』や『康煕字典』など計8部388巻が見付学校に寄贈され、1879年（明治12年）9月には磐田文庫の建物とその蔵書（版本43部430冊、写本17部37冊）が見付学校に寄贈された。
密接な関係を有する磐田文庫と旧見付学校の建物が移築されることなく現存していることは価値が高いとされ、1969年（昭和44年）4月12日には建物に学校の敷地を含めた土地が国の史跡に指定された。

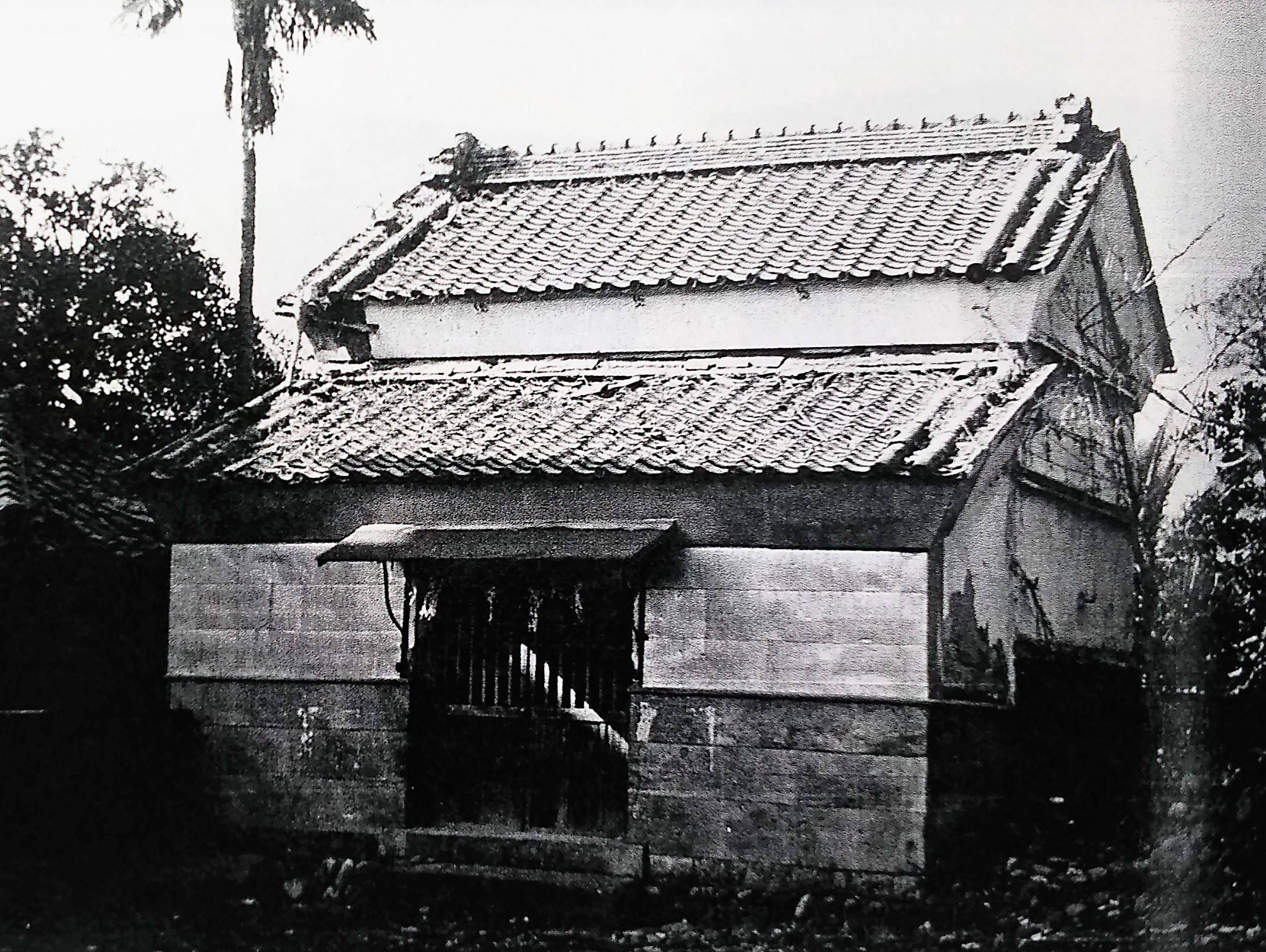
1956年頃
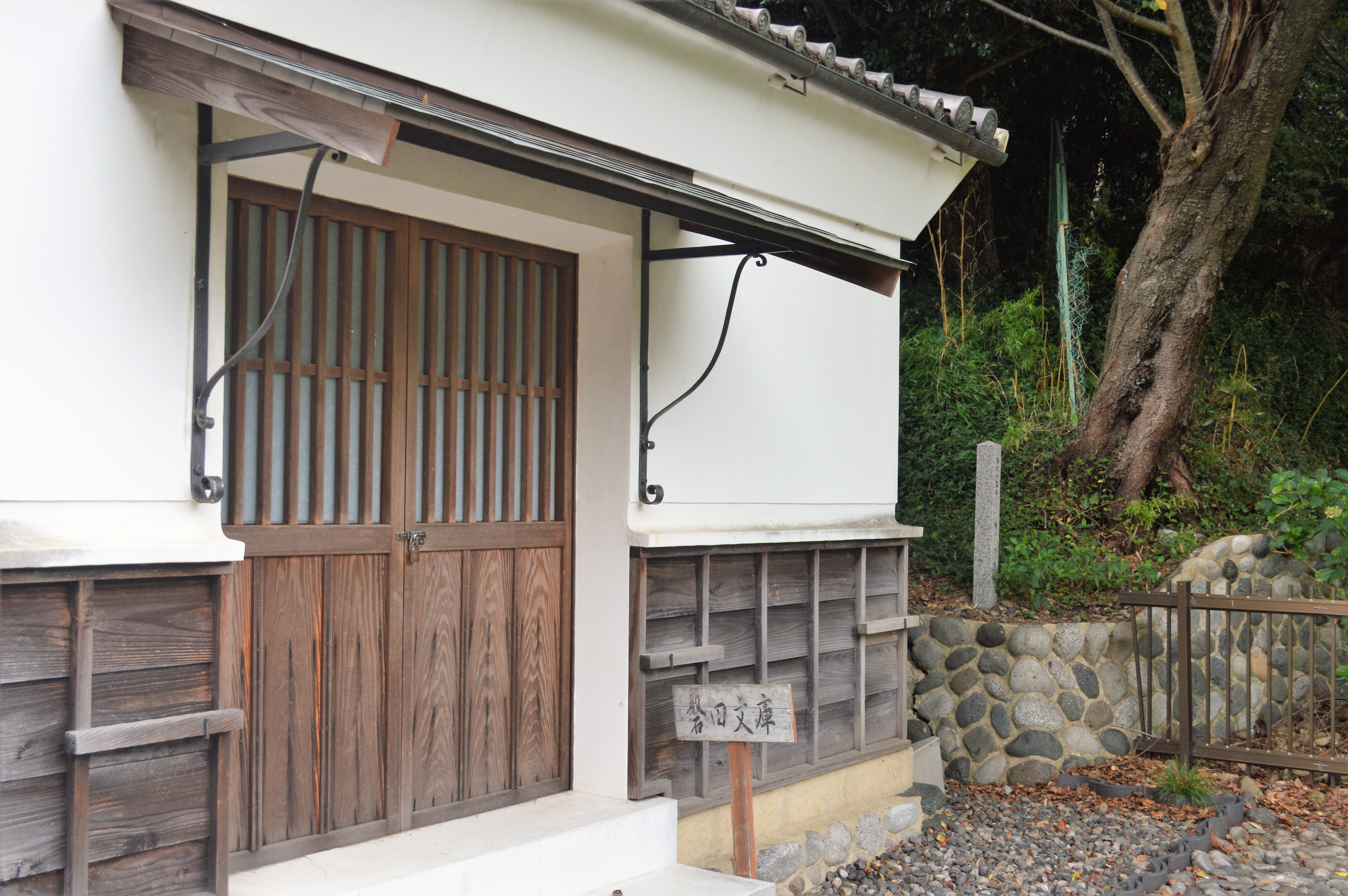
閉扉時
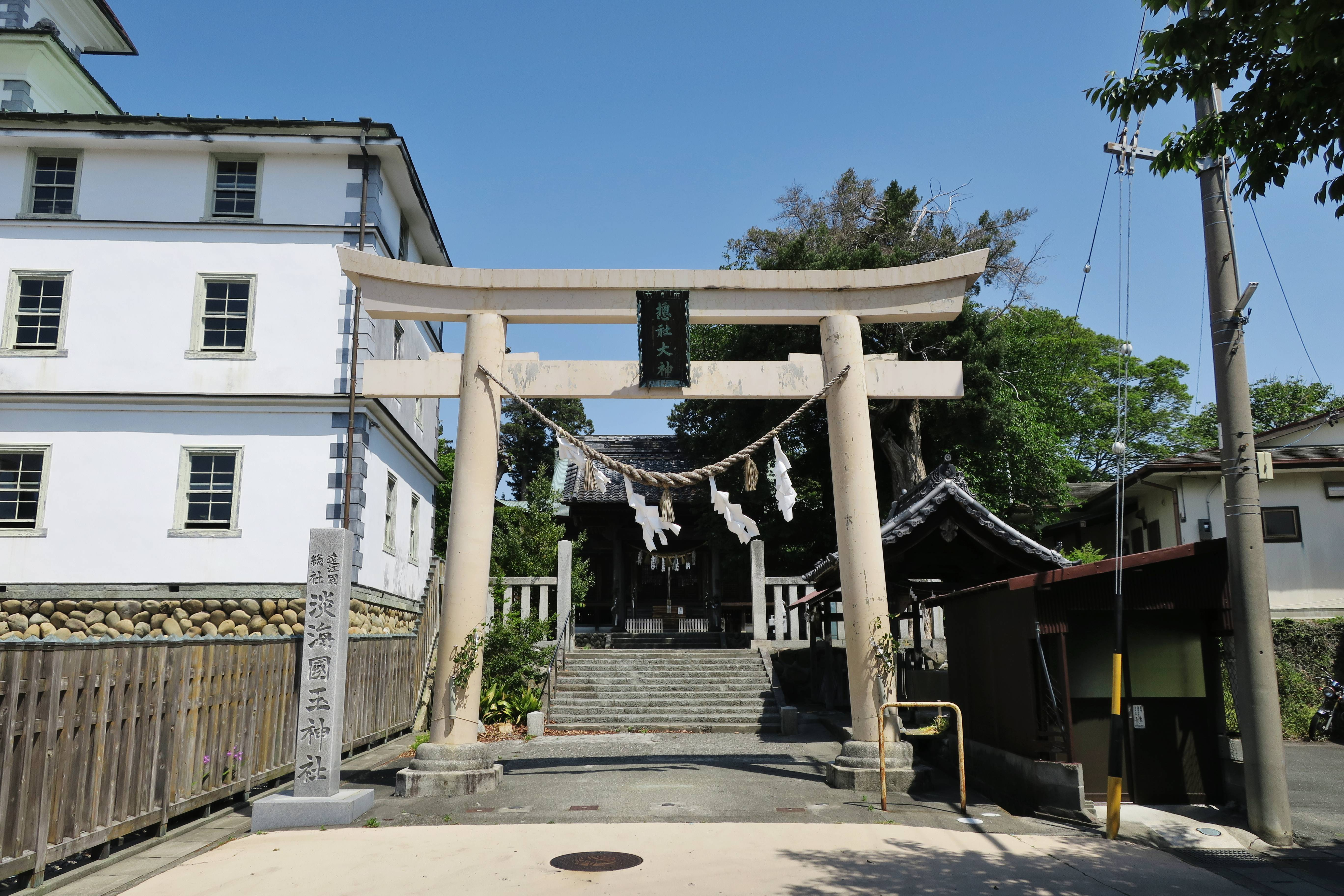
磐田文庫が境内に置かれた淡海國玉神社